# العلاقات الأوغندية السنغافورية
العلاقات الأوغندية السنغافورية هي العلاقات الثنائية التي تجمع بين أوغندا وسنغافورة.

## مقارنة بين البلدين
هذه مقارنة عامة ومرجعية للدولتين:
| وجه المقارنة                                              | أوغندا                        | سنغافورة                                                             |
| --------------------------------------------------------- | ----------------------------- | -------------------------------------------------------------------- |
| المساحة (كم2)                                             | 241.04 ألف                    | 719                                                                  |
| عدد السكان (نسمة)                                         | 42.86 مليون                   | 5.89 مليون                                                           |
| الكثافة السكانية (ن./كم²)                                 | 177.81                        | 819.19 ألف                                                           |
| العاصمة                                                   | كامبالا                       | سنغافورة                                                             |
| اللغة الرسمية                                             | لغة إنجليزية، اللغة السواحلية | لغة إنجليزية، اللغة الملايو، اللغة الصينية القياسية، اللغة التاميلية |
| العملة                                                    | شيلينغ أوغندي                 | دولار سنغافوري                                                       |
| الناتج المحلي الإجمالي (بليون دولار)                      | 25.89 مليار                   | 323.91 مليار                                                         |
| الناتج المحلي الإجمالي (تعادل القوة الشرائية) بليون دولار | 72.25 مليار                   | 472.59 مليار                                                         |
| الناتج المحلي الإجمالي الاسمي للفرد دولار أمريكي          | 705                           | 52.89 ألف                                                            |
| الناتج المحلي الإجمالي للفرد دولار أمريكي                 | 1.77 ألف                      | 82.76 ألف                                                            |
| مؤشر التنمية البشرية                                      | 0.483                         | 0.925                                                                |
| رمز المكالمات الدولي                                      | +256                          | +65                                                                  |
| رمز الإنترنت                                              | .ug                           | .sg                                                                  |
| المنطقة الزمنية                                           | ت ع م+03:00                   | ت ع م+08:00، توقيت سنغافورة المنسق ‏                                  |

## منظمات دولية مشتركة
يشترك البلدان في عضوية مجموعة من المنظمات الدولية، منها:
| علم المنظمة | اسم المنظمة                               | تاريخ انضمام أوغندا | تاريخ انضمام سنغافورة |
| ----------- | ----------------------------------------- | ------------------- | --------------------- |
|             | مؤسسة التنمية الدولية                     | 27 سبتمبر 1963      | 27 سبتمبر 2002        |
|             | يونسكو                                    | 9 نوفمبر 1962       | 8 أكتوبر 2007         |
|             | وكالة ضمان الاستثمار متعدد الأطراف        | 10 يونيو 1992       | 24 فبراير 1998        |
|             | الأمم المتحدة                             | 25 أكتوبر 1962      | 21 سبتمبر 1965        |
|             | دول الكومنولث                             | ?                   | ?                     |
|             | الاتحاد البريدي العالمي                   | ?                   | ?                     |
|             | البنك الدولي للإنشاء والتعمير             | 27 سبتمبر 1963      | 3 أغسطس 1966          |
|             | الاتحاد الدولي للاتصالات                  | 8 مارس 1963         | 22 أكتوبر 1965        |
|             | منظمة حظر الأسلحة الكيميائية              | ?                   | ?                     |
|             | مؤسسة التمويل الدولية                     | 27 سبتمبر 1963      | 4 سبتمبر 1968         |
|             | المركز الدولي لتسوية المنازعات الاستشارية | 14 أكتوبر 1966      | 13 نوفمبر 1968        |
|             | منظمة التجارة العالمية                    | ?                   | ?                     |
|             | منظمة الشرطة الجنائية الدولية             | ?                   | ?                     |

## وصلات خارجية
- موقع وزارة الخارجية الأوغندية
- موقع وزارة الخارجية السنغافورية